# Nationalisme sindhi

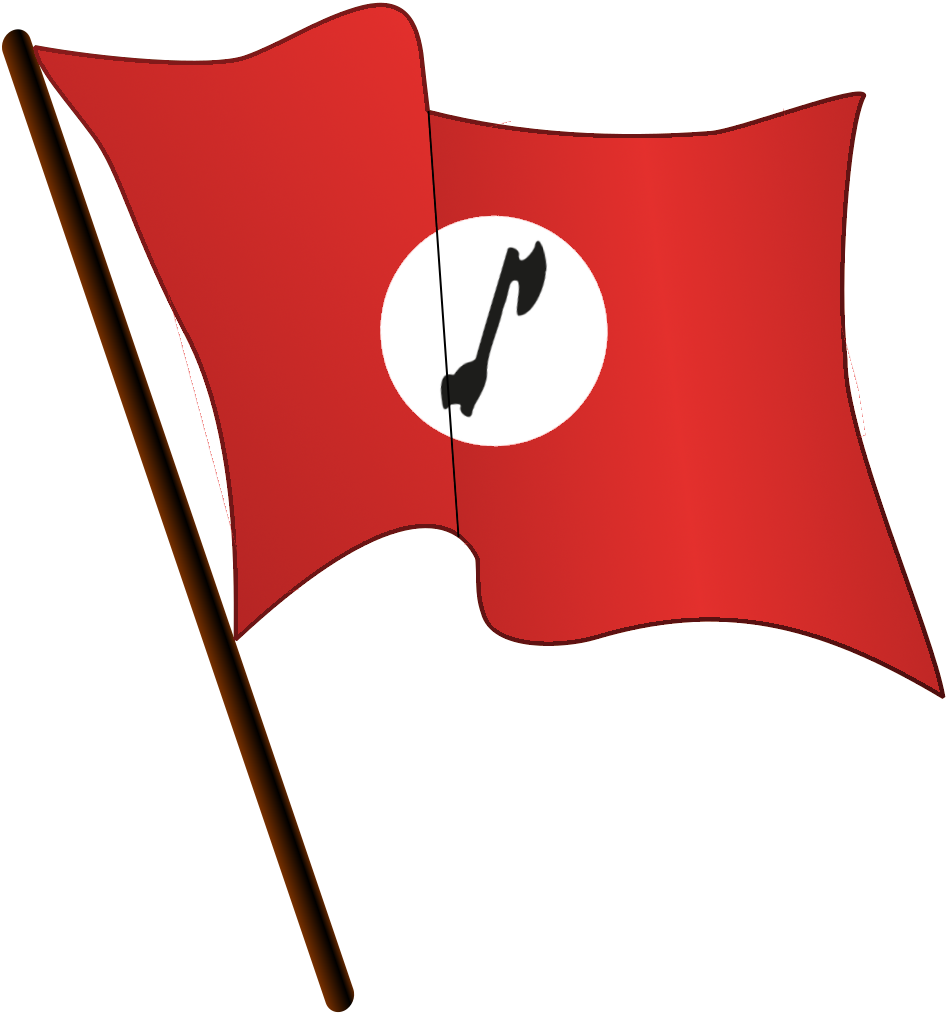
Drapeau utilisé par les nationalistes sindhis.

Le nationalisme sindhi (en sindhi : سنڌي قومپرستي) est une idéologie qui prétend que les Sindis, un groupe ethnolinguistique originaire de la province pakistanaise du Sind, forment une nation distincte. Après l'indépendance du Bangladesh en 1971, Ghulam Murtaza Shah Syed a donné une nouvelle orientation au nationalisme et a fondé le Jeay Sindh Mahaz en 1972 et a présenté l'idée de Sindhudesh, une patrie distincte pour les Sindis. G. M. Syed est considéré comme le fondateur du nationalisme sindhi moderne. Cependant, les nationalistes sindhis sont divisés sur l'idée d'un pays distinct ou d'une autonomie au sein du Pakistan.

## Historique
Les revendications du mouvement nationaliste sindhi se focalisent sur l'octroi de plus de droits culturels, économiques et politiques jusqu'à l'autonomie politique, ou à la sécession pure et simple du Pakistan et à la création d'un État indépendant appelé Sindhudesh. Il a été fondé par G. M. Syed en 1972 pour séparer le Sind du Pakistan. Les séparatistes sindhis estiment que le peuple sindhi souffre de la privation de ses droits par la majorité penjabi du Pakistan. En 1972, G. M Syed, le fondateur considéré du nationalisme sindhi, a formé l'organisation Jeay Sindh Mahaz (JSM). Plus tard, l'organsation se divise en de nombreuses sections. Principalement deux de ses homologues politiques sont le Jeay Sindh Qaumi Mahaz (JSQM) et le Jeay Sindh Muttahida Mahaz (JSMM),.

## Droits pour les Sindis
Dans la province du Sind, de nombreux partis nationalistes autres que des partis nationalistes séparatistes ont réclamé des droits pour le peuple sindi conformément à la résolution de Lahore de 1940 dans le cadre du Pakistan, qui exigeait que les Sindhis se voient accorder un État séparé. Les principaux partis qui prônent cette rhétorique sont Awami Tahreek dirigé par Rasul Bux Palejo — il a anciennement travaillé avec G. M. Syed, mais s'est séparé après l'appel des Sindis à l'autodétermination —, le Sindh United Party dirigé par le petit-fils de G. M. Syed Syed Jalal Mehmood Shah et le Sindh Taraqi Pasand Party dirigé par Qadir Magsi.